# Осада Смоленска (1654)
Осада Смоленска — одно из первых крупных событий русско-польской войны 1654—1667 годов. 
Смоленск (Смоленская земля) находился под польско-литовским владычеством (в составе Великого княжества Литовского) с 1611 года, город был осаждён в очередной раз русским войском в июне 1654 года.

## Предыстория
18 мая из Москвы выступил Государев полк под командованием государя Алексея Михайловича. В Москве состоялся торжественный парад войск. Через кремль парадом прошли войско и артиллерийский наряд. При выступлении в поход войскам был отдан строгий приказ царя, чтобы «белорусцев Православной христианской веры, которые биться не учнут», в полон не брать и не разорять.
1 июня крепость Белая сдалась войску воеводы Тёмкина-Ростовского. 3 июня сдался Дорогобуж. 28 июня царь встал под Смоленском в Богдановой околице.

## Состояние крепости перед осадой
Одна из самых мощных крепостей Восточной Европы была построена русскими мастерами в начале XVII века и перешла под власть литовцев в 1611 году, в период Смутного времени. Основу укреплений составляла высокая стена протяжённостью 6 500 метров с 36 башнями (в том числе 8 воротных, 1 ворота в стене). Серьёзно разрушенные в ходе осад 1609-11 и 1632-34 годов участки стены были усилены постройкой двух бастионных фортов: «крепость Сигизмунда» («Королевский вал») и «крепость Владислава» («Шеинов вал»), которые были размещены на местах двух гигантских проломов от прежних осад 1609-11 и 1632-34 гг.
Артиллерия состояла из 55 орудий разного калибра (в том числе 14 в цейхгаузе). Наиболее крупными орудиями были пушки «Bazyliszek» (55 фунтов), «Witold» (40 фунтов), «Panna» (35 фунтов) и «Szturmak» (30 фунтов). Гарнизон крепости включал три роты польской пехоты небольшой численности, два немецких пехотных полка Корфа и Тизенгаузена (до 1100 человек), четыре хоругви грунтовых бояр и казаков (300 человек), отряды шляхты (свыше 900 человек) и мещан (300 человек). Общую численность гарнизона можно оценить в 3 500 — 4 000 человек. Они были распределены по 18 участкам обороны, причём немецкие полки занимали наиболее опасные места («крепость Сигизмунда» и «крепость Владислава»).
Несмотря на свою мощь, крепость находилась в плохом состоянии, так как на её поддержание и ремонт почти не выделялось средств польским правительством. Город стал активно готовиться к осаде лишь в конце 1653 года, когда воеводой был назначен Филипп Обухович. В начале мая 1654 года был направлен королевский инженер Яков Боннолли. Ему удалось провести частичный ремонт стен и построить ряд дополнительных земляных укреплений. Городские посады вне крепостных стен были сожжены. Но накопить достаточное количество вооружения и боеприпасов не удалось. К тому же Обухович вступил в конфликт с полковником Вильгельмом Корфом.

## Первый месяц осады
Первые русские войска (передовой полк князя Никиты Одоевского) появились под стенами крепости 23 июня (3 июля) 1654 года. 28 июня (8 июля) к Смоленску прибыл царь. Русские войска расположились несколькими лагерями вокруг города, в целом повторяя расположение армии Михаила Шеина в предыдущую осаду. Поначалу гарнизон крепости вёл активную оборону, совершив не менее четырёх крупных вылазок, в основном против лагеря Александра Лесли, подозревая, что оттуда под стены ведётся подкоп. Кроме того, лагерь Лесли располагался напротив уязвимого для атаки места стены.
Русская артиллерия подвергла город массированной бомбардировке гранатами. Одновременно даточные люди приступили к подведению подкопа под стены Смоленска. Позже слухи об этих подземных работах стали одной из причин добровольной сдачи крепости. Артиллерия продолжала подтягиваться к городу до начала сентября.
В период смоленского похода в осаждённые города посылались грамоты с предложением покориться Государю и обещанием беспрепятственно отпустить в Польшу всех, кто захочет сохранить верность королю. Когда Алексей Михайлович достиг Смоленска, «добили ему челом» Невель, Полоцк, Рославль, Дорогобуж, Белая и ряд других городов и уездов. Вскоре предводители шляхты этих поветов были допущены «к руке» Государя и пожалованы званиями полковников и ротмистров «Его Царского Величества».
Польско-литовский гарнизон Смоленска надеялся дождаться подкрепления от находившейся в районе Орши армии Януша Радзивилла. На выручку Смоленску могла прийти только литовская часть армии Речи Посполитой, а польское (коронное) войско было сковано борьбой с Богданом Хмельницким на Украине. Для устранения опасности нападения Радзивилла, помимо осадного корпуса, государь выделил до 35 тысяч человек в Большой полк князя Якова Черкасского (от Смоленска) и Особый Большой полк князя Алексея Трубецкого (от Брянска), которые сами атаковали литовскую армию. После разгрома её главных сил в битве под Шепелевичами царь смог решиться на штурм крепости.
К этому времени обстрел крепостных стен вёлся уже почти месяц. За это время артиллеристам удалось разрушить значительный участок южной стены между Шеиновым валом и Антипинской башней. Одновременно с этим пехота приблизила шанцы на расстояние в несколько десятков метров.

## Штурм 16 августа
16 (26) августа войска пошли на штурм. Крепость подверглась одновременной атаке с шести направлений:

### Юго-Восточный участок
Сильно разрушенный артиллерией и уязвимый участок стены между Шеиновым валом и Антипинской башней подвергся наиболее мощной атаке отрядов под командованием воеводы Ивана Хованского и полковника Александра Лесли. В атаке принимали участие солдатские полки. Рядом с ним, с другой стороны Шеинова вала, против Молоховских ворот атаковал отряд воеводы князя Петра Долгорукого и солдатский полк Ф. Траферта.

### Восточный участок

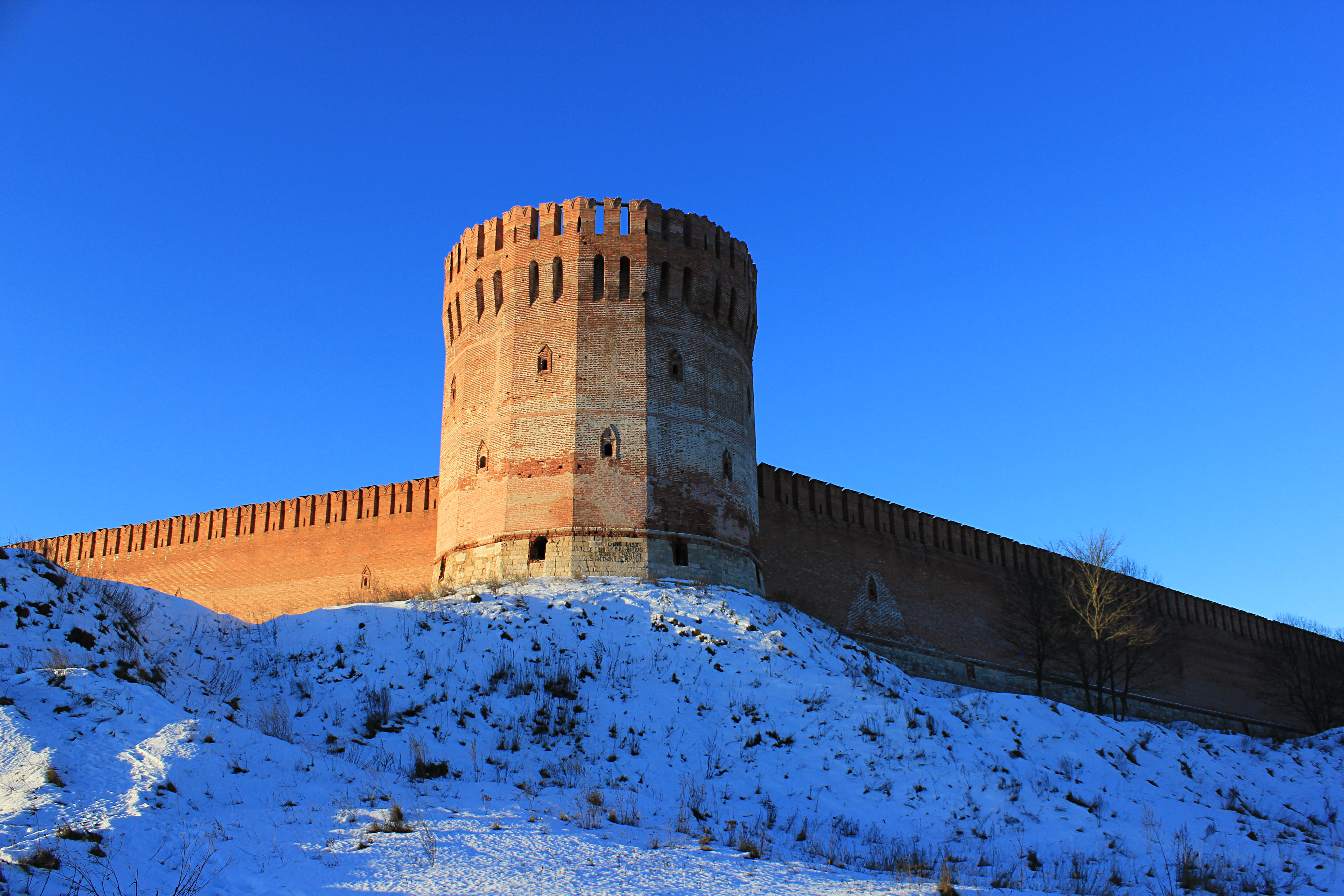
Башня «Орёл»

Мощную наугольную башню «Орёл» атаковали отряды под командованием князя Дмитрия Долгорукого. Основу его составил драгунский полк Грановского. Также в атаке принимали участие даточные люди. Поначалу им удалось забраться на стену около башни, но в это время на помощь подоспела пехота Корфа с Королевского вала. Прибытие подкреплений заставила русские отряды отступить со стены. Больше атаки на этом направлении не возобновлялись.

### Северо-Восточный участок
Стену около Лучинской башни (Веселухи) штурмовали отряды воеводы Богдана Хитрово и солдатский полк А. Гибсона.

### Северный участок
Атака с севера через Днепр против Днепровских ворот была осуществлена московскими стрелецкими приказами под общим командованием Артамона Матвеева.

### Северо-Западный участок
С запада вдоль Днепра участок стены и Пятницкие ворота были атакованы отрядами боярина и воеводы Ивана Милославского В атаке принимали участие московские стрелецкие приказы.

### Западный участок

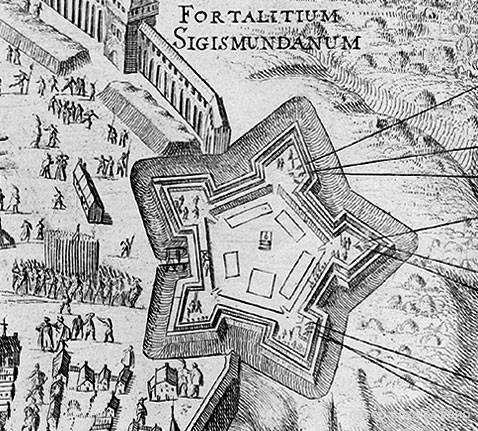
Чертёж «Королевского вала» с гравюры Гондиуса

Ещё одна отвлекающая атака была предпринята против «Королевского вала». В атаке принимали участие московские стрельцы Дмитрия Зубова. Согласно описанию Обуховича здесь началась первая атака. Русское командование рассчитывало таким образом отвлечь противника от главного направления. Стрельцам удалось взобраться на вал, но они были быстро отражены немецкой пехотой из полка Корфа. Атака была скоротечной и потери атакующих были невелики, но среди них оказался шедший в первых рядах командир отряда — стрелецкий голова Дмитрий Зубов. В целом атака «Королевского вала» не сыграла существенной роли, так как в дальнейшем солдаты Корфа свободно перебрасывались отсюда на другие направления.
Бой продолжался 7 часов и прекратился только после того, как защитники подорвали участок стены с башней возле «государева пролома». Алексей Михайлович, наблюдавший за ходом приступа, приказал отступить. Алексей Михайлович писал сёстрам: «Наши ратные люди зело храбро приступали и на башню и на стену взошли, и бой был великий; и по грехам под башню польские люди подкатили порох, и наши ратные люди сошли со стены многие, а иных порохом опалило; литовских людей убито больше двухсот человек, а наших ратных людей убито с триста человек да ранено с тысячу».

## Завершение осады и сдача города
После этой неудачи армия стала готовиться к затяжной осаде. На тульские железоделательные заводы был направлен заказ на срочное изготовление боеприпасов для осадных орудий: по 400 чугунных ядер на 40 пищалей, 400 «больших» гранат (мортирных бомб) и 1000 ручных, да 750 пудов «чугунного дробу» — для стрельбы картечью и из дробовиков. 
Запел Троил в чистом поле,

Здають Смоленск поневоле,

Перед царя из муру идут

И знамёна под ноги кладут,

Падуть в ноги со слезами,

Горько плачуть и на знаменами.

Милосердной царь милостив,

Злости неверным всем спустил,

Абы злости не творили,

Государю верны были.
Для оказания морального давления на гарнизон под Смоленск были привезены и выставлены на осадных валах в виду крепости захваченные под Шепелевичами литовские гетманские знамёна и литавры.
В силу безвыходности своего положения шляхта вышла из подчинения воеводы Филиппа Казимира Обуховича и направила своих представителей к царю для переговоров о сдаче, а рядовые солдаты и горожане стали перебегать в русский лагерь. 10 сентября начались официальные переговоры со смоленским воеводой и комендантом, а 16 сентября 1654 гарнизон сдал Смоленск после того, как ему был обещан свободный уход. По словам С. М. Соловьёва, начальники гарнизона старались ещё тянуть время, однако жители Смоленска условились о сдаче, подговорили замковую пехоту, сорвали хоругвь с воеводского дома, отворили ворота и пошли к царю.
«Ударив челом в поле» перед Молоховскими воротами и сложив перед Алексеем Михайловичем свои боевые знамёна, воевода Обухович и около полусотни поляков отправились в Литву, а остальные защитники города остались «на вечной царской службе», среди присягнувших были городской судья Альбрехт Галимонт и королевский секретарь Ян Краменецкий. 25 сентября состоялся царский пир с воеводами и сотенными головами Государева полка, к царскому столу была приглашена смоленская шляхта — побеждённые, причисленные к победителям.